# 十字小溪影業
十字小溪影業公司，簡稱十字小溪影業（英語：Cross Creek Pictures），在2009年，由蒂莫西·湯普森（Timothy J. Thompson，首席執行官）、泰勒·湯普森（Tyler Thompson）和布萊恩·奧利佛，於美國加利福尼亚州西好莱坞（總部）成立。
主要經營電影財務管理、製作營運等行業。
而最早在2010年，是拍攝電影《黑天鵝》，其後在2011年，拍攝《選戰風雲》、《顫慄黑影》、《決戰終點線》等。2012年5月，該公司和Exclusive Media作為長期關係伙伴。2011年9月，該公司和環球影業簽訂了3年期以上合約，而該公司最少要拍6部製作電影片類。

## 製作
- 2010年：《黑天鵝》
- 2011年：《選戰風雲》
- 2012年：《顫慄黑影》
- 2013年：《決戰終點線》
- 2014年：《鐵血神探》
- 2014年：《小丑》
- 2015年：《聖母峰》
- 2015年：《黑勢力》
- 2015年：《金牌黑幫》
- 2016年：《傲慢與偏見與殭屍》
- 2016年：《鋼鐵英雄》
- 2017年：《羅曼律師》

## 外部連結
- 互联网电影数据库上十字小溪影業的资料（英文）